# بیزو
بیزو (به ژاپنی: ビーズ، Bīzu) که به‌شکل B'z نوشته می‌شود، یک گروه موسیقی سبک راک است که در سال ۱۹۸۸ در ژاپن شکل گرفت. در این گروه دونفره، تاک ماتسوموتو به عنوان آهنگساز و تهیه‌کننده و کوشی اینابا به عنوان ترانه‌سرا و خواننده فعالیت دارند.
گروه بیزو مشهورترین گروه موسیقی راک در قاره آسیا است.
بیزو پرفروش‌ترین گروه موسیقی در تاریخ ژاپن است و با فروش بیش از ۷۵ میلیون نسخه از آثار خود، یکی از پرفروش‌ترین هنرمندان موسیقی جهان به‌شمار می‌رود.